# بيدرو ماير
بيدرو ماير (بالإسبانية: Pedro Meyer)‏ هو مصور مكسيكي، ولد في 6 أكتوبر 1935.